# Dimitri Verhoeven
Dimitri Verhoeven (Sint-Niklaas, 8 mei 1974) is een Vlaams musicalacteur met een hoge bariton. 
Tot 1998 zong Verhoeven bij de rockband Dakota die twee cd's uitbracht: "Where's the paper" (1996) en "The Raw Live in the Studio Demo Sessions" (1997). In 1998 studeerde hij af aan het Koninklijk Conservatorium Brussel, afdeling Drama/Musical. Hij behaalde ook einddiploma's Voordracht, Slagwerk en Notenleer.
In 2012 vervoegde Verhoeven de melodieuze metalband Megasonic. Deze band bracht in 2014 zijn debuutplaat "Intense" uit bij Mausoleum Records. In 2017 werd hun tweede album "Without Warning" uitgebracht (Sleaszy Rider Records). Daarnaast treedt hij op met 'Maxemillecorde' (een strijkorkest onder leiding van Max Smeets waarbij vier Nederlandse en/of Vlaamse solisten klassiekers uit de musical- en filmwereld zingen met orkestbegeleiding) en 'De Benny's' (een gelegenheidstrio foute schlagerzangers met musicalcollega's Peter Thyssen en Jeroen Maes met Nederlandse en Vlaamse hits).

## Theater
| Titel                    | Rol                                                                           | Genre         | Producent                        | Jaar      |
| ------------------------ | ----------------------------------------------------------------------------- | ------------- | -------------------------------- | --------- |
| '14-'18                  | Ensemble                                                                      | Musical       | Studio 100                       | 2014      |
| Oliver!                  | Noah Claypole                                                                 | Musical       | Music Hall                       | 2011      |
| Walking on Sunshine      | Solist                                                                        | Revue         | Het Witte Paard                  | 2010      |
| Music Maestro            | Solist                                                                        | Revue         | Het Witte Paard                  | 2009      |
| Daens                    | Ensemble, understudy Woeste, understudy Pieter Daens, understudy Nini's vader | Musical       | Studio 100                       | 2008-2009 |
| Bakelietjes              | Dimitri                                                                       | Muziektheater | Eigen productie                  | 2008-2009 |
| Kuifje: De Zonnetempel   | Igor, understudy Professor Zonnebloem                                         | Musical       | Musical Dreams                   | 2007      |
| Beauty and the Beast     | Ensemble, understudy Tickens, understudy D'Oncre, understudy Maurice          | Musical       | Stage Entertainment              | 2007      |
| Je Negeert De Waarheid!? | Captain                                                                       | Musical       | Judas Theater Producties         | 2006      |
| Pinokkio                 | Baloardo                                                                      | Musical       | Studio 100                       | 2006      |
| Dracula                  | Dokter, ensemble                                                              | Musical       | Music Hall                       | 2005      |
| Bumbashow Plopsaland     | Circusbaron Piëtro                                                            | Show          | Studio 100                       | 2005      |
| Sneeuwwitje              | Ensemble, alternate Aimé de butler                                            | Musical       | Studio 100                       | 2005      |
| De kleine zeemeermin     | Matroos Pepijn, oester, haai                                                  | Musical       | Studio 100                       | 2004      |
| Bloedbroeders            | Edward Lyons                                                                  | Musical       | Studio 100                       | 2004      |
| De 3 Biggetjes           | Waldo de wolf                                                                 | Musical       | Studio 100                       | 2003      |
| Zo Mooi Zo Blond         | Maurice                                                                       | Musical       | Studio 100                       | 2003      |
| Doornroosje              | Theodoor de verteller, understudy koning                                      | Musical       | Studio 100                       | 2002      |
| She Loves Me             | Understudy Ladislav Sipos, understudy detective                               | Musical       | Koninklijk Ballet van Vlaanderen | 2002      |
| Rex                      | Psychiater                                                                    | Musical       | Stage Entertainment              | 2001      |
| The Hired Man            | Tom, Alec, understudy John                                                    | Musical       | Koninklijk Ballet van Vlaanderen | 2000      |
| Oliver!                  | Noah Claypole, understudy Mr. Bumble                                          | Musical       | Stage Entertainment              | 1999      |
| Jesus Christ Superstar   | Annas                                                                         | Musical       | Music Hall                       | 1999      |
| Les Misérables           | Bamatabois, Joly, Major Domo, understudy Bisschop                             | Musical       | Music Hall                       | 1998      |

## Televisie
| Titel       | Rol             | Genre           | Zender | Datum van uitzending                        |
| ----------- | --------------- | --------------- | ------ | ------------------------------------------- |
| De Kotmadam | (gastrol)       | Komedie         | VTM    | ?                                           |
| Big & Betsy | Pianist         | Kinderprogramma | VTM    | Afl "10 jaar club van de belangrijke dames" |
| Boerenkrijg | Zanger          | Serie           | VRT    | 1999                                        |
| Spoed       | Hans De Meester | Soapserie       | VTM    | 24 april 2007: afl. 198 "De crash"          |
| Zone Stad   | Mountainbiker   | Politieserie    | VTM    | 14 mei 2007: afl. 36 "Lijk in het Bos"      |

In 2012 nam hij ook deel aan de talentenjacht 'The Voice van Vlaanderen' op VTM, waar hij net niet doorstootte naar de 'liveshows'.

## Nasynchronisatie
Stemwerk voor onder meer volgende televisieseries en films:
- Mulan (film) - Ling (1998)
- Jay Jay the Jetplane (serie) - Helicopter Herce
- The Golden Compass (film) - Fra Pavel (2007)
- Astro Boy (film) - Diverse stemmen (2009)
- Aladdin (film) - Geest (2019)
- Encanto (film) - Félix Madrigal en Tiple Maestro (2021)
- Lightyear (film) - Sergeant Díaz	(2022)

## Erkenning
- 2005: Vlaamse Musicalprijs voor Beste Mannelijke Hoofdrol voor zijn rol in de musical Bloedbroeders.